# Ipomopsis wrightii
Ipomopsis wrightii är en blågullsväxtart som först beskrevs av Asa Gray, och fick sitt nu gällande namn av Lloyd Herbert Shinners. Ipomopsis wrightii ingår i släktet Ipomopsis och familjen blågullsväxter. Inga underarter finns listade i Catalogue of Life.